# Giulio Cesare (transatlantico 1920)
Il Giulio Cesare fu un transatlantico italiano varato nel 1920, nave gemella del Duilio, utilizzato per rotte transoceaniche in partenza da Genova.

## Costruzione
La costruzione del Giulio Cesare iniziò nel 1913 ma venne già sospesa nell'agosto 1914 a causa della prima guerra mondiale. La nave venne poi varata nel 1920 ed inviata a Palermo per l'allestimento, dove arrivò il 12 febbraio 1922. Dell'allestimento si occupò lo Studio Ducrot.

## Servizio

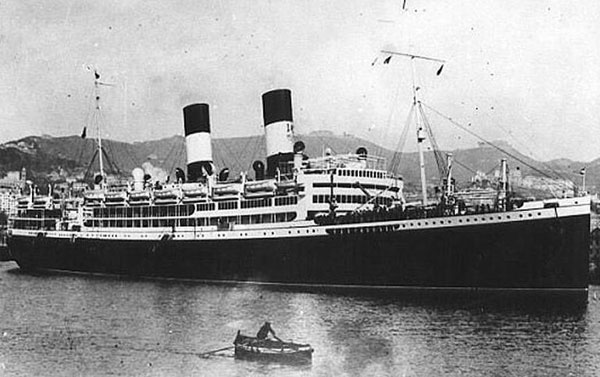
Giulio Cesare in servizio con NGI negli anni '20.

Le prove in mare vennero eseguite il 4 marzo 1922 ed il viaggio inaugurale Genova-Buenos Aires partì il 4 maggio 1922 con al comando Mario Isnardi.
L'11 agosto 1922 il Giulio Cesare partì per il primo viaggio sulla linea Genova-New York, dove rimase sino all'agosto 1925, quando venne trasferito sulla linea Genova-Sudamerica.
Nell'ottobre-novembre 1928 furono ristrutturate le aree alberghiere.
Il 9 gennaio 1932 la nave venne trasferita alla Italia di Navigazione insieme al resto della flotta della Navigazione Generale Italiana.
Il 25 marzo 1933 il transatlantico partì per l'ultimo viaggio per il Sudamerica, al termine del quale venne sottoposto ad importanti lavori di ammodernamento e trasformazione per essere utilizzato sulla linea Genova-Città del Capo, con servizio cosiddetto celere. La stazza della nave diminuì a 21.782 t.s.l. ed i passeggeri totali trasportati vennero ridotti a 650, di cui 168 in Classe Lusso, 176 in II Classe e 306 in Classe Turistica. Infine vennero accorciati i fumaioli e la nave venne verniciata di bianco.
Il 4 febbraio 1934 partì per il primo viaggio verso il Sudafrica. Il 2 gennaio 1937 la Giulio Cesare, insieme alla Caio Duilio, venne ceduta al Lloyd Triestino che acquisì la linea per Città del Capo dall'Italia di Navigazione. La Giulio Cesare rimase su tale linea fino al 1939, quando il 31 marzo partì per l'ultima traversata verso Città del Capo.
Dal 20 aprile 1939 fu posta sulla linea Genova-Shanghai, dove rimase fino al 14 ottobre dello stesso anno per poi venire posta in disarmo a Genova.

### Nave ospedale

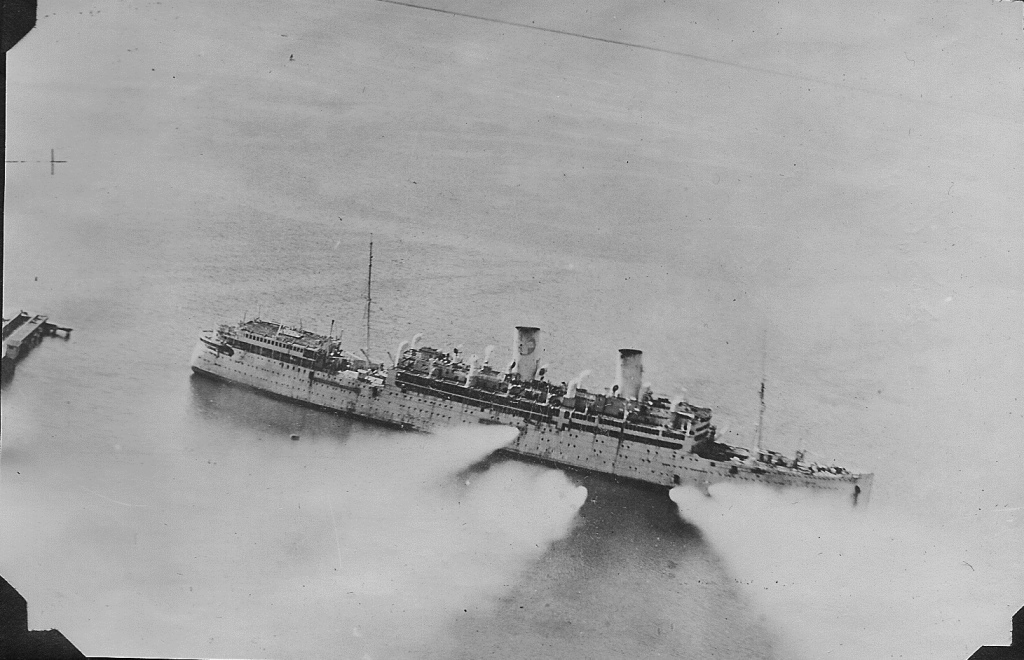
Il transatlantico Giulio Cesare, con i colori della missione speciale AOI, sotto attacco aereo nel porto di Trieste nel 1944.

Nel marzo 1942 venne noleggiata dal governo italiano sotto la protezione della Croce Rossa Internazionale per essere utilizzata, in accordo con le autorità britanniche, con tre traversate, per il rimpatrio dei profughi italiani dalle colonie dell'Africa Orientale Italiana insieme alla gemella Duilio e ai transatlantici Vulcania e Saturnia, circumnavigando l'Africa. Le missioni si conclusero a Taranto nell'agosto 1943.
La nave venne trasferita a Trieste, dove il 25 agosto 1944 venne danneggiata da un raid aereo alleato. In seguito un altro raid aereo alleato portò al definitivo affondamento della nave l'11 settembre 1944, in quel momento in disarmo in rada nel Vallone di Zaule.
Nel giugno 1949 il relitto della Giulio Cesare venne recuperato e trainato nel cantiere di San Rocco di Muggia dove venne demolito.

## Passeggeri celebri
Il 1º febbraio 1929, a bordo del Giulio Cesare, partirono da Genova alla volta del Sudamerica Giovanni Bergoglio con la moglie Rosa e il figlio ventunenne Mario, rispettivamente nonni e padre di Jorge Mario Bergoglio, poi divenuto papa Francesco.